# عفونت کرمی منتقل‌شده از خاک
عفونت کرمی منتقل‌شده از خاک (به انگلیسی: Soil-transmitted helminthiasis) انواعی از عفونت‌های کرمی هستند که توسط گونه‌های مختلف کرم‌های لوله‌ای ایجاد می‌شوند. این بیماری‌ها به طور ویژه توسط کرم‌هایی ایجاد می‌شوند که از طریق خاک آلوده به مواد مدفوع انتقال می‌یابند و به همین دلیل به این کرم‌ها کرم‌های انگلی منتقل‌شده از خاک گفته می‌شود. سه نوع عفونت کرم‌های انگلی منتقل‌شده از خاک را می‌توان از هم متمایز کرد؛ آسکاریازیس، عفونت کرم قلابدار و عفونت کرم شلاقی که به ترتیب در اثر گونه‌هایی بزرگ از کرم‌های لوله ای به نام‌های آسکاریس لومبریکوئیدس، کرم قلابدار و کرم شلاقی ایجاد می‌شوند.